# Río Selizhárovka
Él río Selizhárovka (del ruso: Селижа́ровка) es un río de Rusia que discurre por el óblast de Tver. Es un afluente de la orilla izquierda del río Volga, a cuya cuenca hidrográfica pertenece y del que es uno de los principales tributarios en su curso superior. En su confluencia con este río, se encuentra la localidad de Selizhárovo.

## Geografía
Nace en lago Seliguer, en el noroeste de las colinas de Valdái. Sigue dirección sur, formando un valle boscoso, de valor turístico (excursiones, pesca deportiva, acampada, kayak). En su curso se encuentran casas de verano y dachas. Tiene una longitud de 36 km y una cuenca de 2.950 km². Su caudal medio es de unos 20 m³/s.
Su principal afluente es el río Tijvina.
El río permanece helado de diciembre a marzo.